# Dendryphiella infuscans
Dendryphiella infuscans är en svampart som först beskrevs av Thüm., och fick sitt nu gällande namn av M.B. Ellis 1971. Dendryphiella infuscans ingår i släktet Dendryphiella och familjen Pleosporaceae.   Inga underarter finns listade i Catalogue of Life.